# Християнска десница
Християнска десница, или още известна в чужбина като религиозна десница или евангелистки блок, е термин, използван основно в САЩ и Канада, но и в Германия, да опише спектъра от намиращите се в дясното консервативно крило, подкрепени с християнски идеи политици и политически идеи, или организации, характеризиращи се със своята силна подкрепа за консервативните социални и политически ценности. Това политическо християнско дясно е всъщност изградено от индивидуални и вариращи в перспектива консервативни богословски възгледи, които варират от мормоните до християните фундаменталисти, до определени секции в лутеранството и католицизма, които са по-консервативни от обичайното.
Християнската десница е обратното на християнската левица – спектър от християнски леви и либерални идеи, социални и политически движения.